# Jeff the Killer

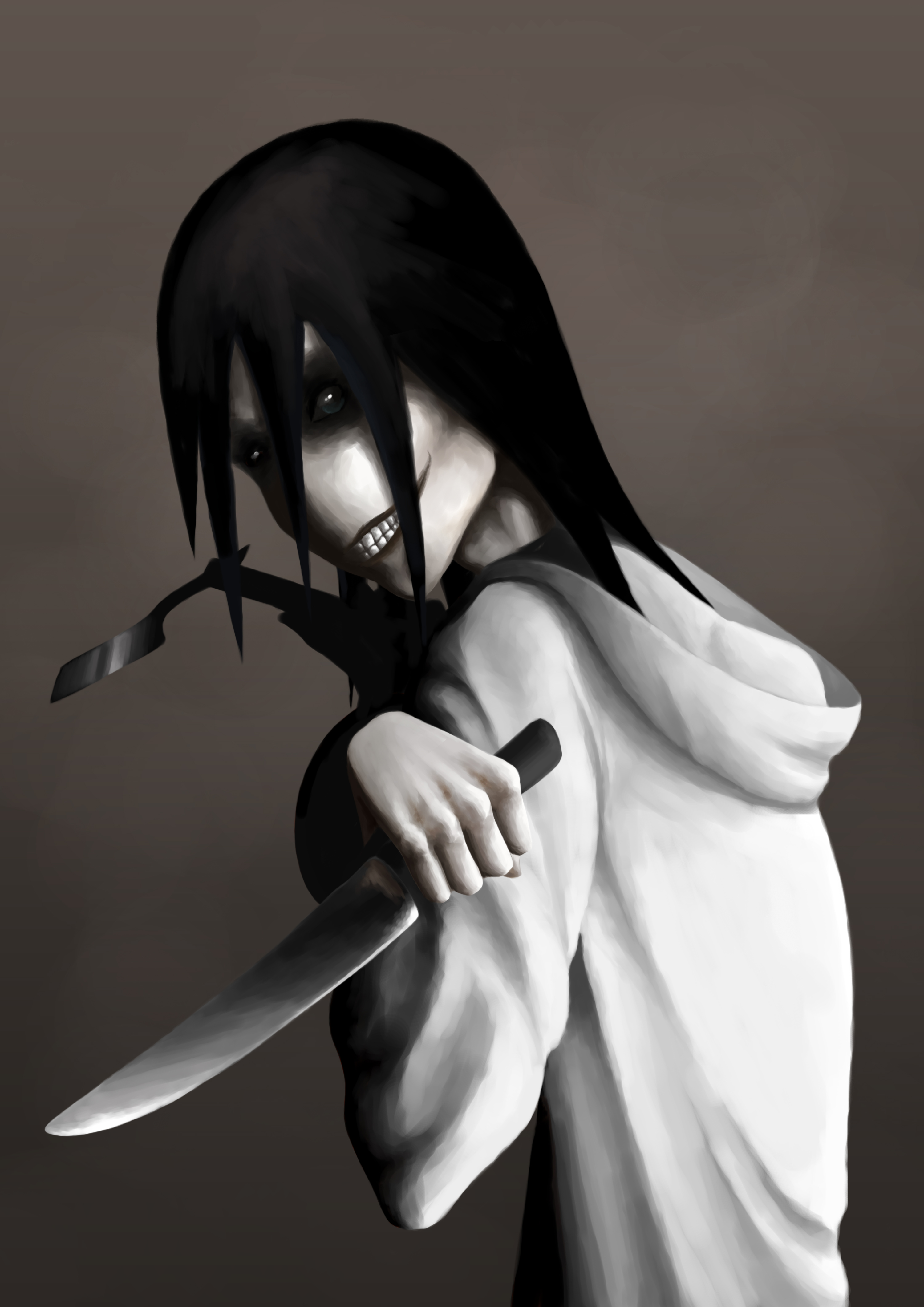
Jeff the Killer.

Jeff the Killer är en vandringssägen på internet. Han är en seriemördare som känns igen på sin likbleka hud och sitt blodiga glasgow smile. Han introducerades troligen runt 2005 och nämndes 2008 på hemsidan Newgrounds. En berättelse om Jeff skrevs 2011 men gjordes om 2015. Tillsammans med The Rake och Slender Man är Jeff en av de mest populära figurerna när det kommer till moderna vandringssägner. 